# ۲۳ نفر (فیلم)

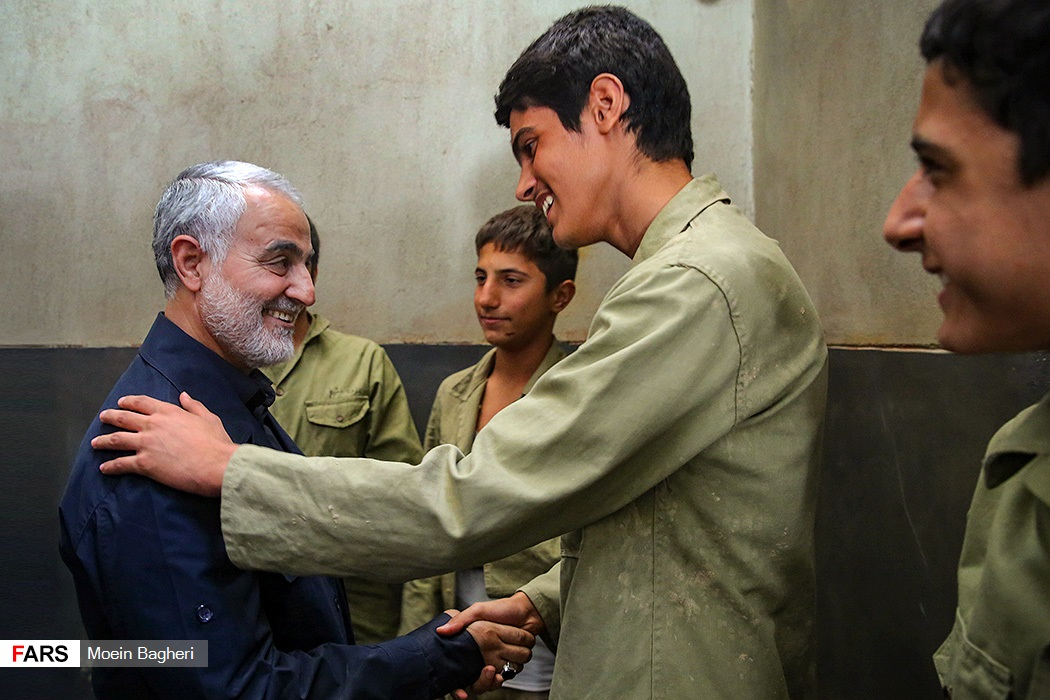
آئین افتتاح تصویربرداری فیلم سینمایی «۲۳ نفر» که اقتباسی از کتابی به همین نام برگرفته از خاطرات گروهی از اسرای جنگ تحمیلی است، عصر جمعه ۱۳ مهر ۱۳۹۷ با حضور قاسم سلیمانی فرمانده نیروی قدس سپاه در شهرک چهاردانگه تهران برگزار شد. «بیست و سه نفر» محصول جدید مرکز فیلم و سریال سازمان هنری رسانه‌ای اوج، به کارگردانی مهدی جعفری و تهیه کنندگی مجتبی فرآورده، روایت گروهی از رزمندگان نوجوان ایرانی است که در جریان جنگ ایران و عراق در سال ۱۳۶۱ به اسارت نیروهای عراقی درآمدند.

۲۳ نفر فیلمی ایرانی به کارگردانی مهدی جعفری و با هنرمندی ۲۳ نوجوان از سراسر ایران است که در سال ۱۳۹۷ منتشر شد. این فیلم برای نخستین بار در سی و هفتمین دوره جشنواره فیلم فجر به نمایش درآمد و در ۲۰ آذر ۱۳۹۸ در سینماهای ایران اکران، و در ۲ فروردین ۱۴۰۰ در شبکه نمایش خانگی و شبکه سه صدا و سیما منتشر شد.

## داستان
اقتباسی از خاطرات ۲۳ نفر از رزمندگان نوجوان ایرانی است که در جریان جنگ ایران و عراق در سال ۱۳۶۱ به اسارت نیروهای عراقی درآمدند. این گروه کم سن و سال بین ۱۳ تا ۱۷ سال سن داشتند. ۲۳ نفر برنده سیمرغ بلورین بهترین فیلم از نگاه ملی در سی و هفتمین دوره جشنواره فجر شد.

## جوایز
| بخش                                | نامزد                         | نتیجه    | جایزه        |
| ---------------------------------- | ----------------------------- | -------- | ------------ |
| بهترین صدابرداری                   | بهمن اردلان واحمد اردلان      | نامزدشده | سیمرغ بلورین |
| بهترین طراحی صحنه                  | کامیاب امین عشایری            | نامزدشده | سیمرغ بلورین |
| بهترین جلوه‌های ویژه میدانی         | محسن روزبهانی                 | نامزدشده | سیمرغ بلورین |
| بهترین جلوه‌های ویژه بصری           | سید هادی اسلامی و امیر سحرخیز | نامزدشده | سیمرغ بلورین |
| بهترین چهره‌پردازی                  | عباس عباسی                    | نامزدشده | سیمرغ بلورین |
| سیمرغ زرین بهترین فیلم از نگاه ملی | مجتبی فراورده                 | برنده    | سیمرغ بلورین |

### دیگر جوایز
- پروانه زرین بهترین فیلم از جشنواره کودکان و نوجوانان (۱۳۹۸)
- نشان کمیسیون ملی یونسکو به عنوان فیلم منتخب سال ۲۰۱۹
- جایزه سینمایی ققنوس در جشن «سینما انقلاب» (۱۳۹۷)

## بازدید قاسم سلیمانی از پروژه

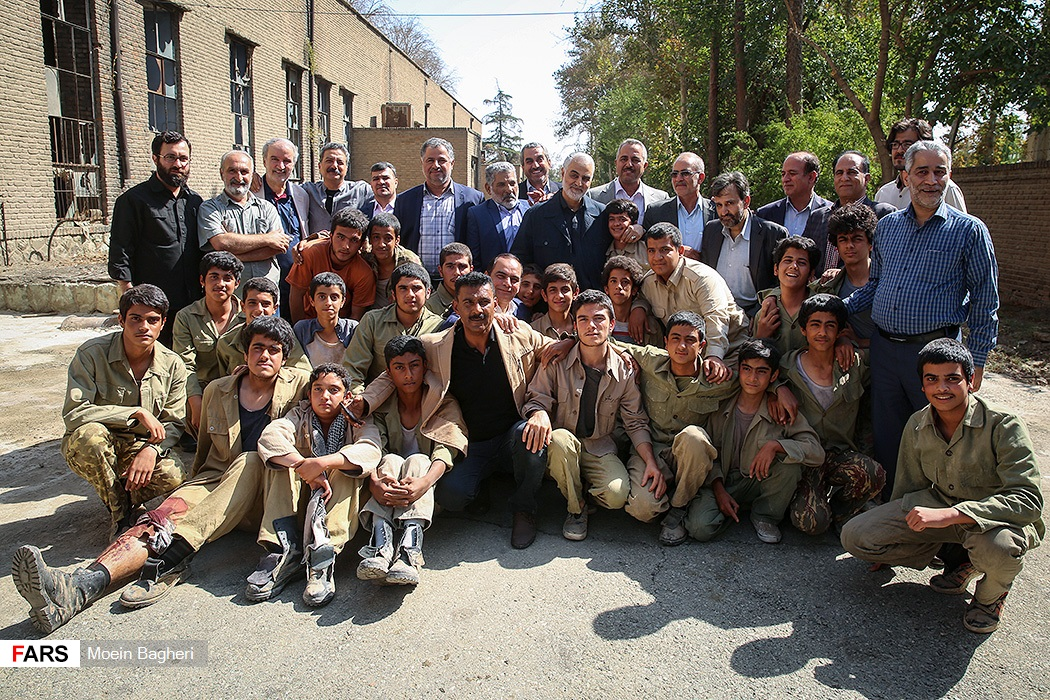
قاسم سلیمانی در پشت صحنهٔ فیلم

در اولین روز از تصویربرداری فیلم ۲۳ نفر، سرلشگر قاسم سلیمانی، فرمانده نیروی قدس سپاه پاسداران انقلاب اسلامی، از این پروژه دیدن کرد.